# 화질구지
화질구지는 네이버 지식iN의 한 질문글에서 유래한 인터넷 밈이다. 화질이 낮아서 피사체를 알아보기 어려운 사진이 있을 때 사용한다.

## 유래 및 사용
2007년 5월 7일, 네이버 지식iN에 놀이터에서 발견한 새의 사진을 '이 새의종류가무엇인가요???'라는 제목으로 질문글을 올렸다. 해당 사진은 화질이 좋지 않아 한 사용자가 답변으로 '화질구지네요...'라며 올렸다. 그 후 다른 사용자가 이 답변을 보고 '화질구지가 맞는 것 같다'라는 답변을 올렸다. 그 후, 또다른 답변에서는 "사진으로 봐서는 확실하지 않지만 화질구지가 맞다. 멸종 위기라고 들었는데 어떻게 도시에서 발견했는지 알 수 없다"라는 답변도 올라왔다. 그 후, 딱새라는 제대로 된 답변이 올라오게 된다.
딱새라는 제대로 된 답변이 올라온 후 화질구지라는 답변은 끝났지만 이 글을 캡처한 이미지가 각종 블로그와 온라인 커뮤니티에 퍼지면서 성지 순례가 이어졌다. 이후 저화질의 사진을 첨부한 게시물에 ‘제목.hwajilguji’로 쓰며 인터넷 용어로 자리 잡았다.
이 단어는 2016년에 네이버 국어사전 검색 인기 신조어에 4위에 올랐다.